# 荡口华氏建筑群
31°31′38″N 120°33′00″E / 31.52728°N 120.55°E
荡口华氏建筑群，当地也称为荡口古镇，位于中华人民共和国江苏省无锡市鹅湖镇荡口，是江苏省文物保护单位。

## 特点
明朝初期，华氏陆续迁入荡口，并在当地发展为著名水陆码头。期间大量人才涌出，包括印刷家华燧、书法家华夏、数学家华蘅芳、华世芳兄弟，音乐家华秋苹、艺术家华图珊、实业家华绎之、漫画家华君武等。此外当地还有著名人士钱穆、钱伟长、钱临照、顾毓琇等。荡口镇上分布大量明清时期民居，特别集中于北仓河两岸。

## 保护
2002年，当地建筑群被江苏省人民政府公布为江苏省文物保护单位。2008年9月，《无锡市荡口历史文化名镇保护规划》通过江苏省建设厅的专家论证。2009年，荡口古镇被列为无锡市内唯一的江苏省历史文化名镇，因此当地政府开始完成古镇研究，并申报国家历史文化名镇，同时对古镇进行一期修缮。
2019年，中华人民共和国国务院单独收录其中的荡口华氏老义庄为第八批全国重点文物保护单位。

## 图库

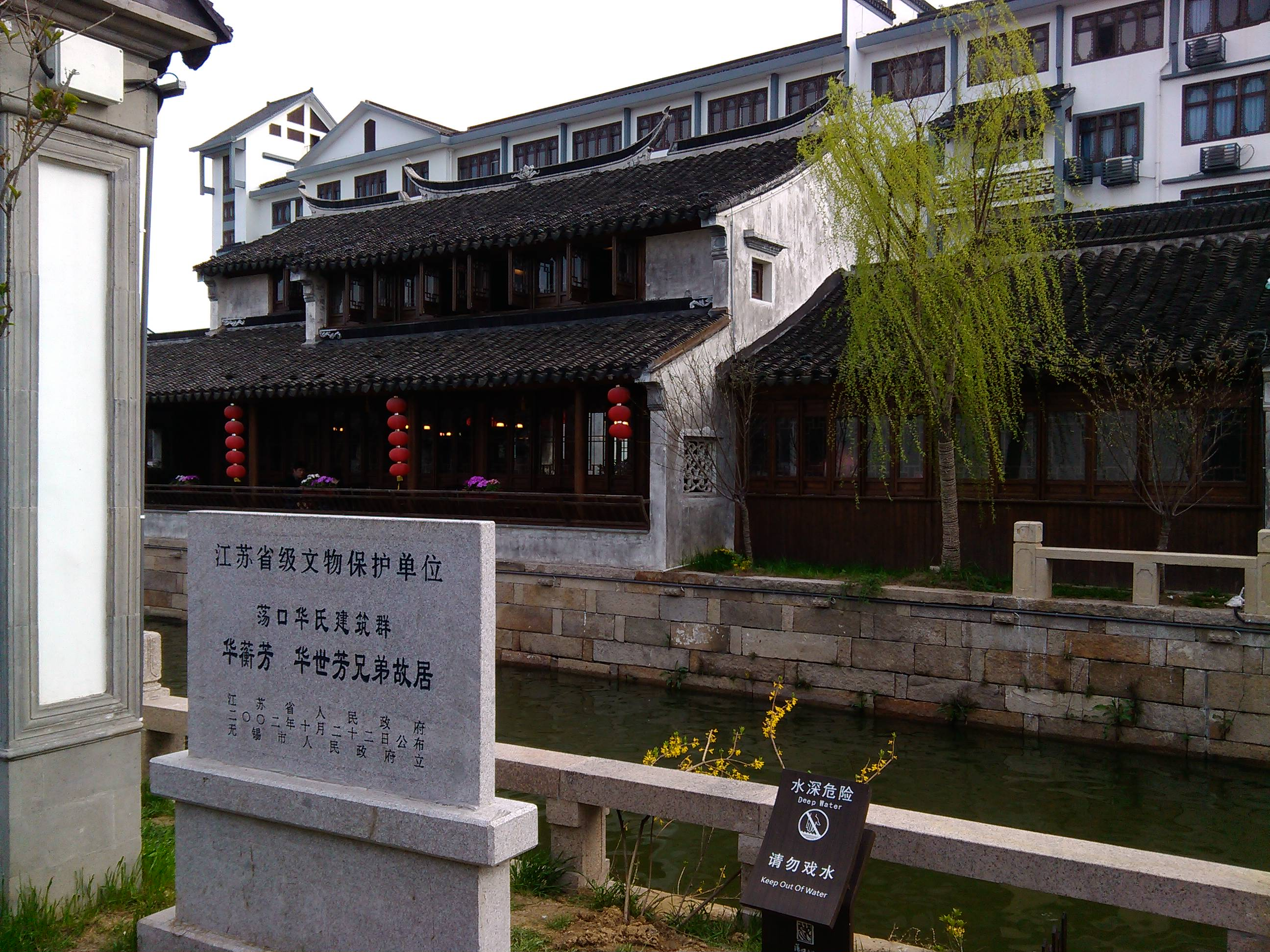
荡口华氏建筑群文保牌
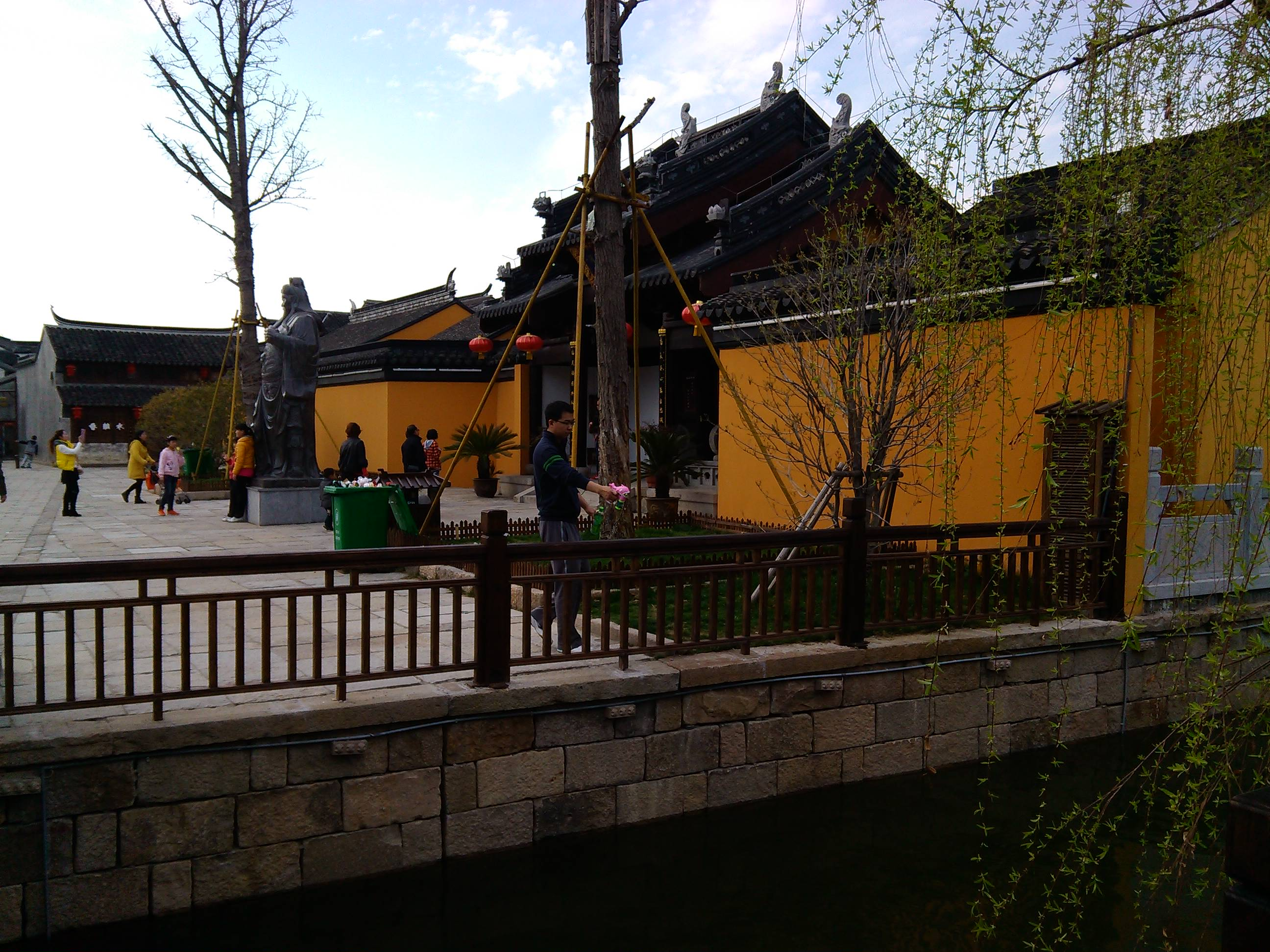
荡口古镇寺庙
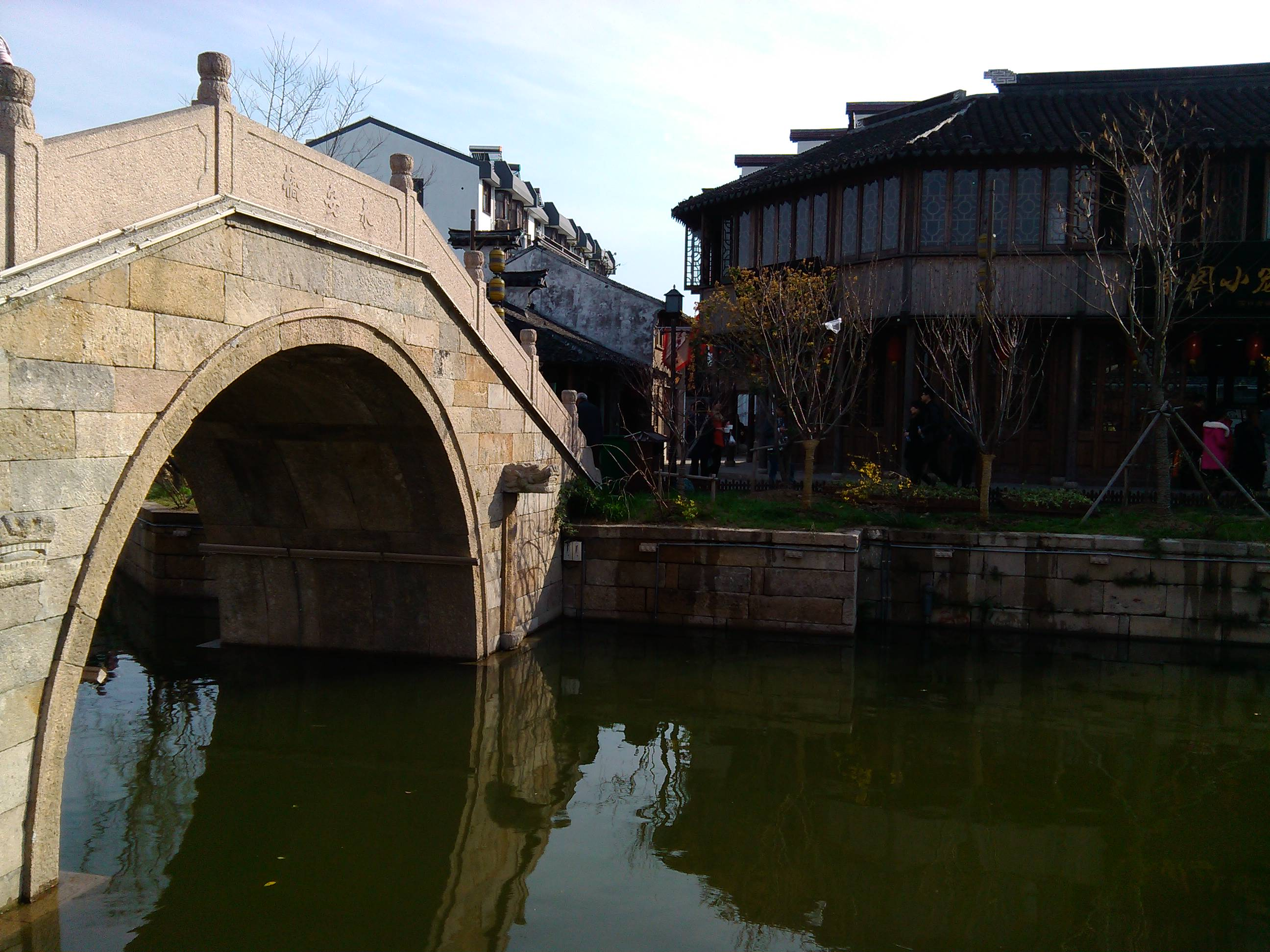
古桥
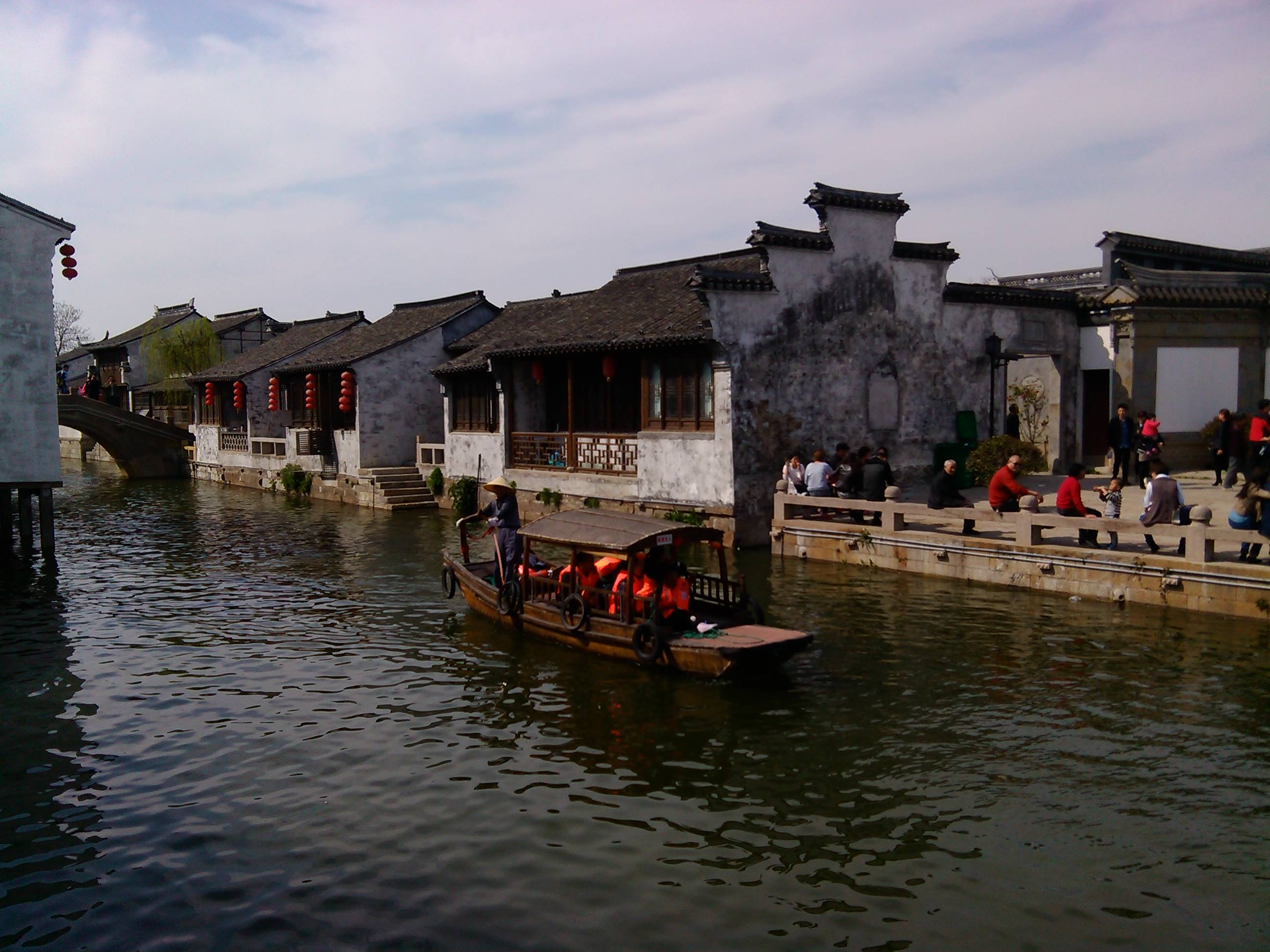
北仓河两岸
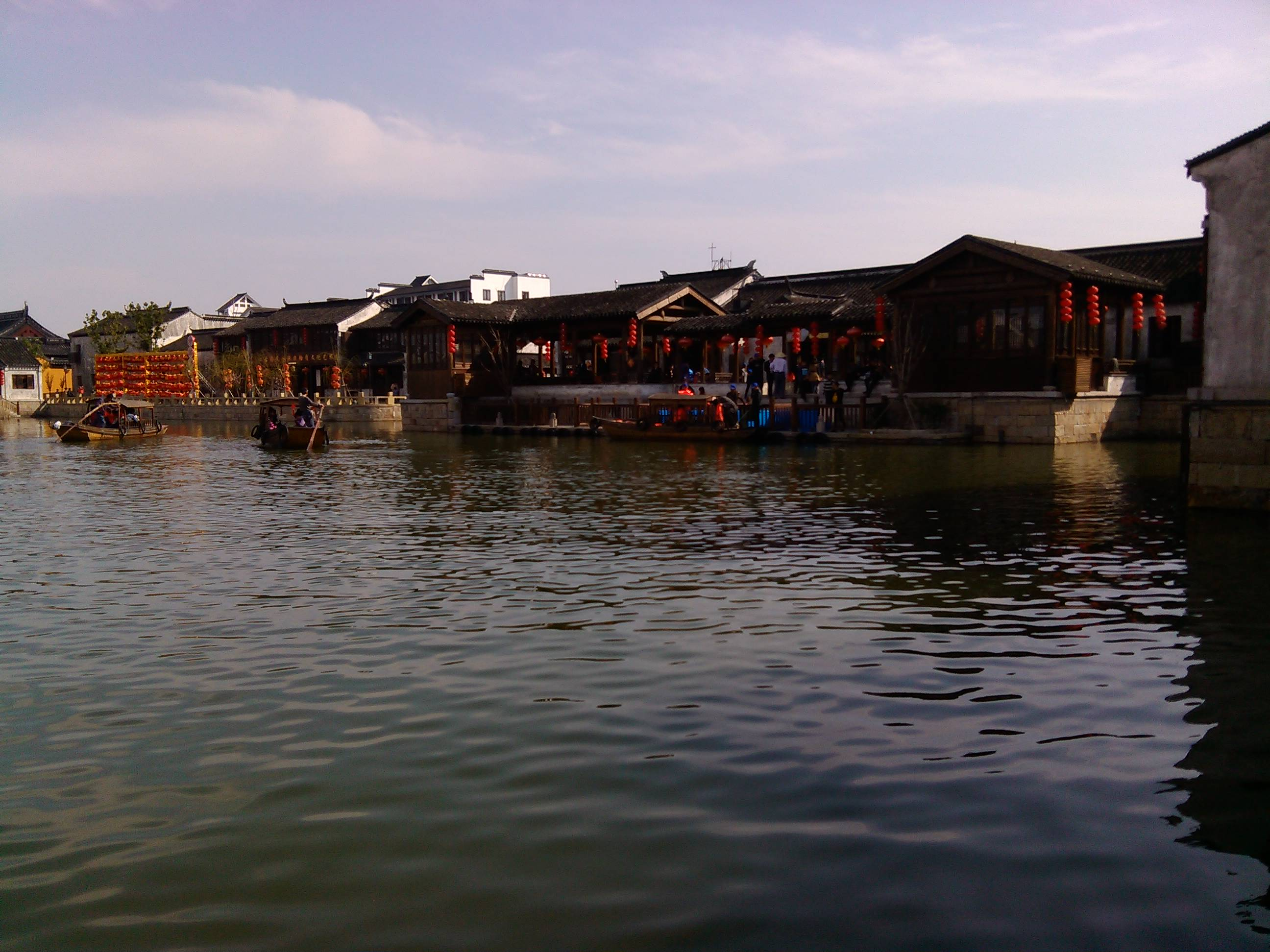
北仓河两岸
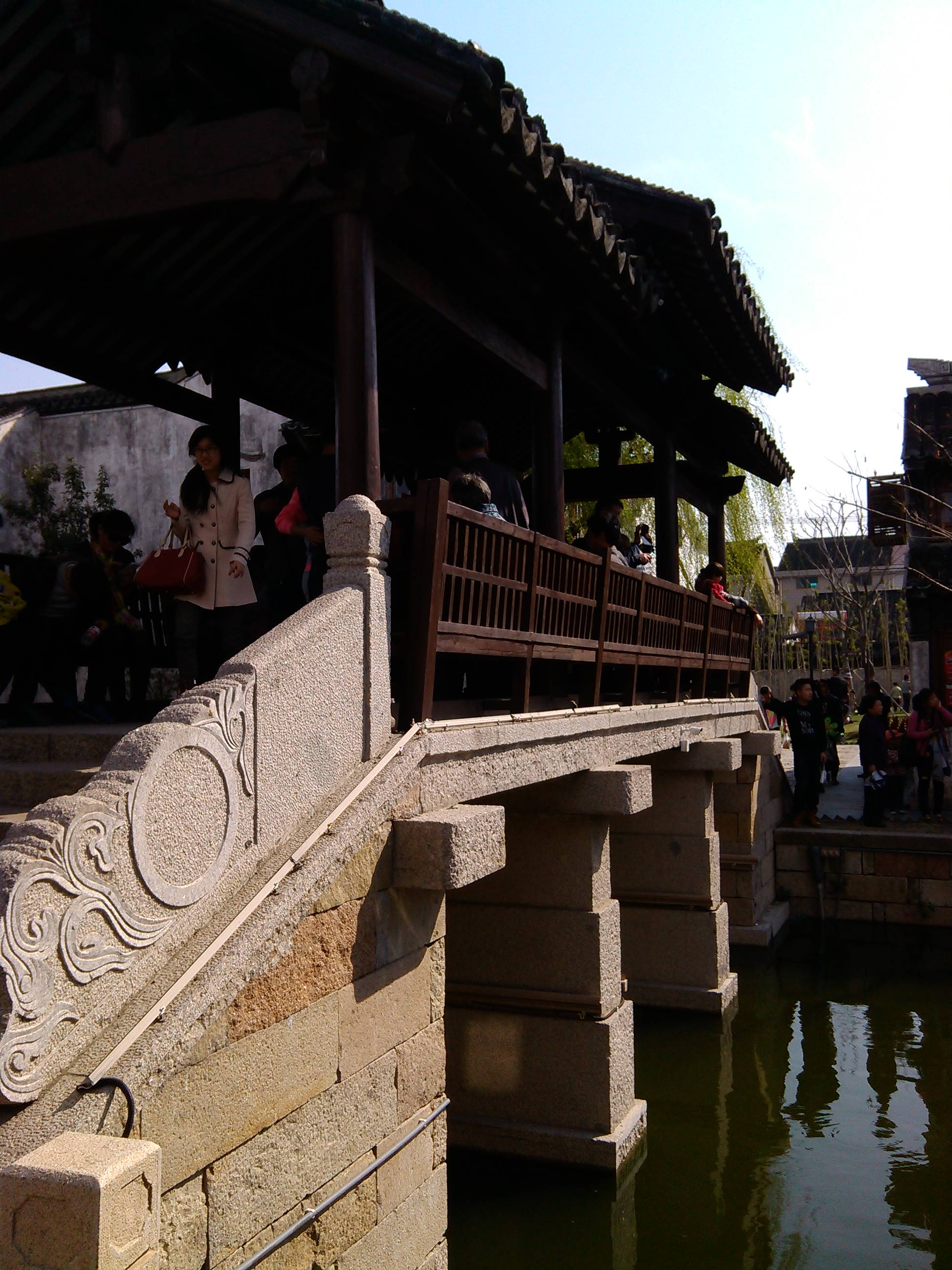
北仓河两岸
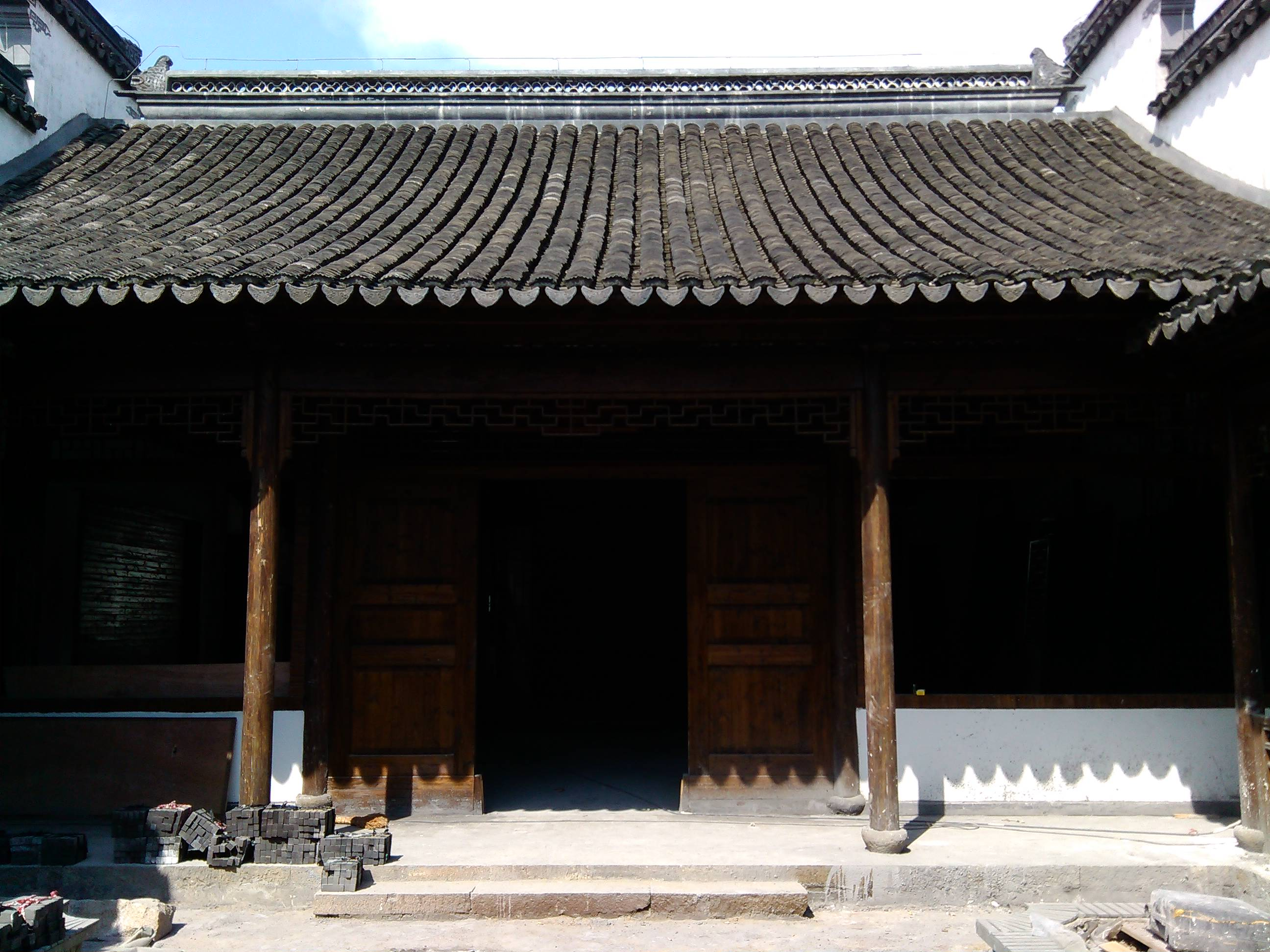
北仓河两岸
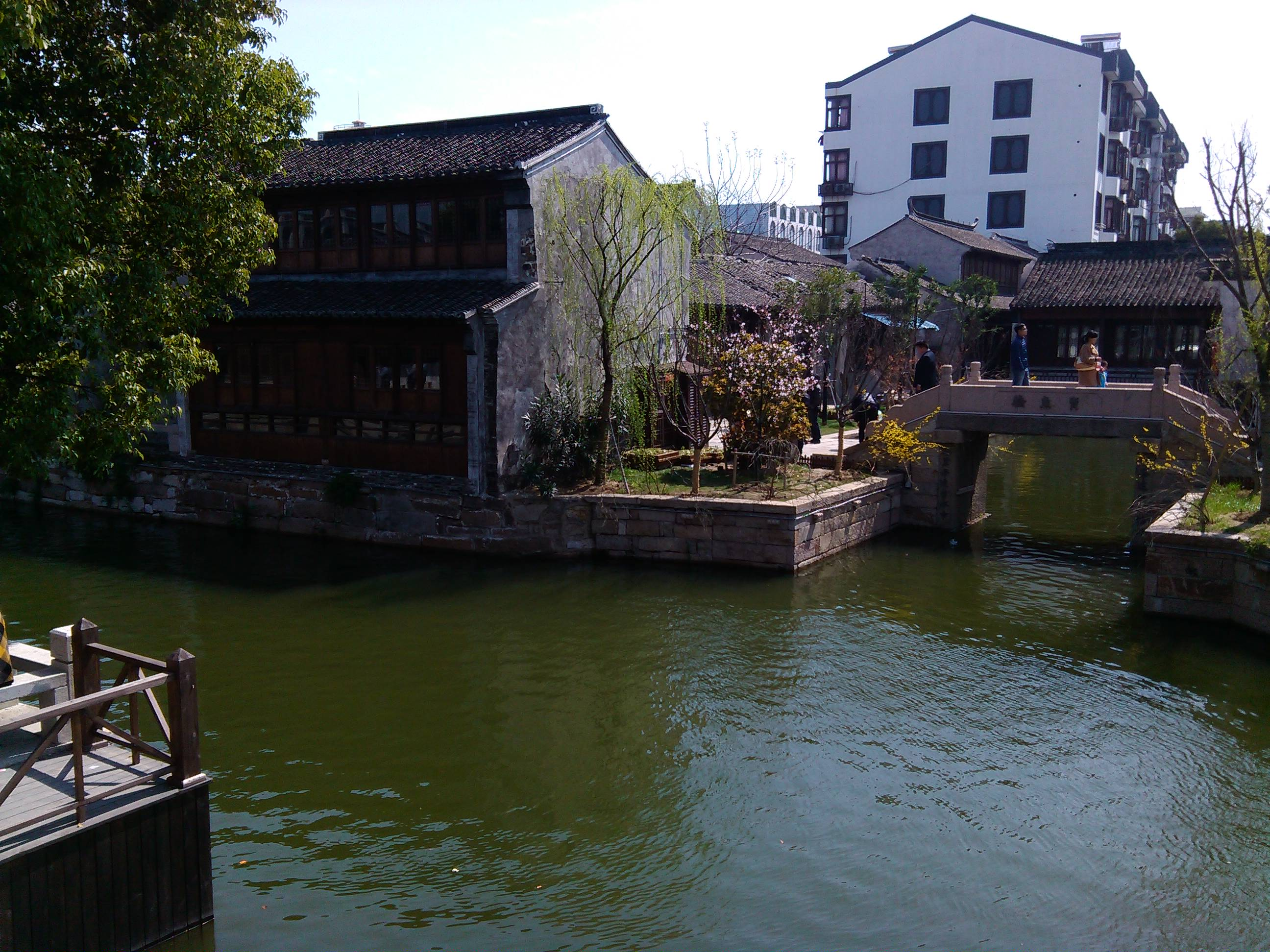
北仓河两岸
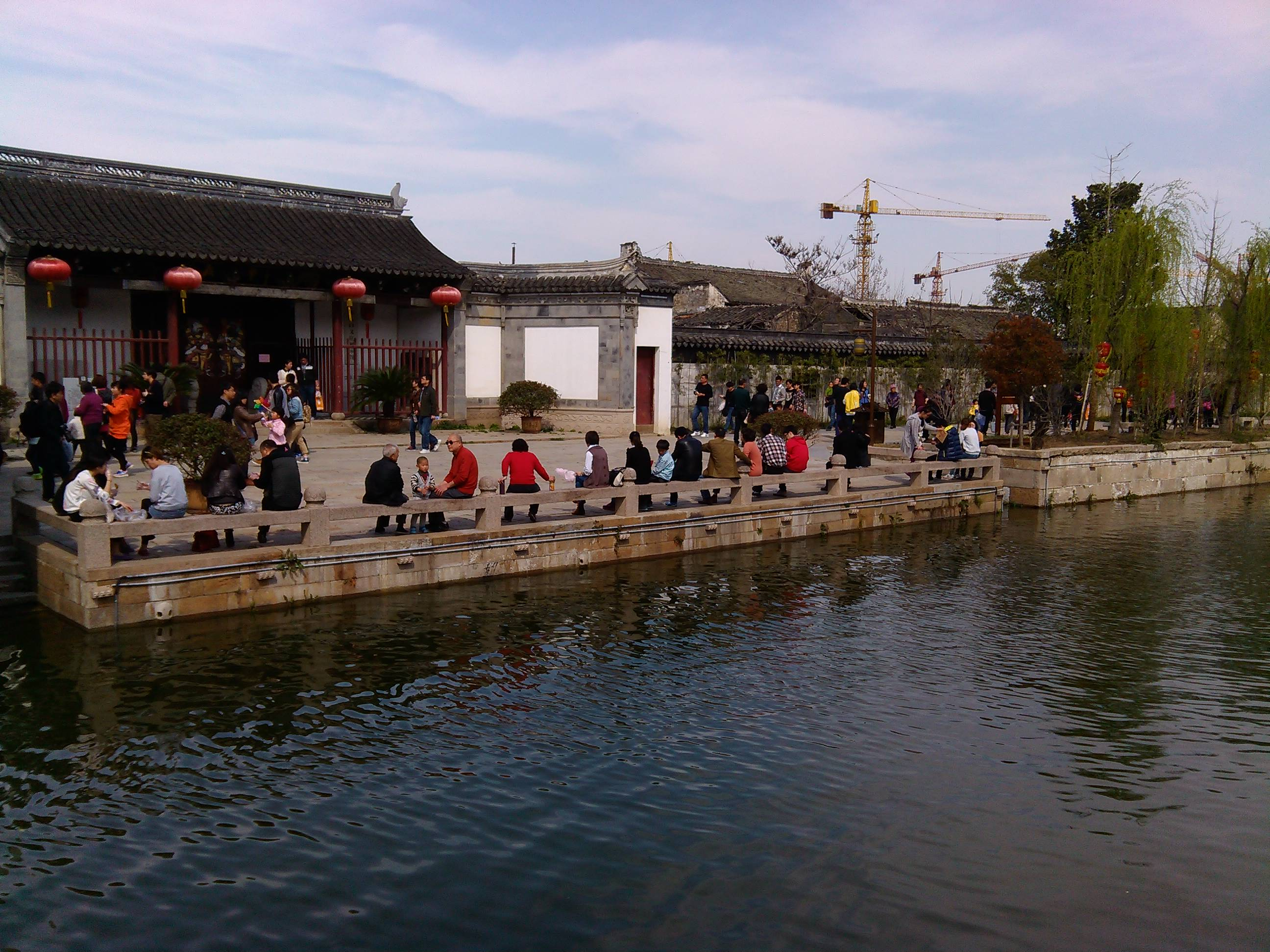
北仓河两岸